# Adelaide di Sassonia-Meiningen
Adelaide di Sassonia-Meiningen (in tedesco Adelheid Amalie Luise Therese Caroline von Sachsen-Meiningen; Meiningen, 13 agosto 1792 – Westminster, 2 dicembre 1849) fu regina consorte del Regno Unito dal 1830 al 1837 quale moglie del sovrano Guglielmo IV; al suo nome è intitolata la città australiana di Adelaide.

## Biografia
Era la figlia primogenita di Giorgio I di Sassonia-Meiningen, e di sua moglie, Luisa Eleonora di Hohenlohe-Langenburg. Suo padre era il duca di Sassonia-Meiningen, un piccolo Stato tedesco, liberale, che permetteva una stampa libera e critica del sovrano.

### Matrimonio
A partire dal 1811, Giorgio, principe del Galles, venne nominato reggente del padre, Giorgio III, dichiarato pazzo. Il 6 novembre 1817 l'unica figlia del principe reggente, la principessa Carlotta, moglie del principe Leopoldo di Sassonia-Coburgo-Saalfeld (futuro re Leopoldo I del Belgio), morì di parto. Carlotta era seconda nella linea di successione al trono. Con la sua morte, il regno rimase senza un erede che potesse continuare la dinastia.
Per continuare la linea di successione, il principe Guglielmo, duca di Clarence, e gli altri figli di Giorgio III, cercarono matrimoni rapidi con l'intento di generare prole, che avrebbe potuto ereditare il trono. Guglielmo aveva già avuto dieci figli illegittimi dalla popolare attrice Dorothea Jordan.
Adelaide era una principessa di uno Stato tedesco minore, ma Guglielmo disponeva di una scelta limitata tra le principesse europee nubili e, dopo falliti accordi con altre candidate, venne organizzato un matrimonio con Adelaide, che sembrava la candidata ideale: era amabile, amante della casa e disposta ad accettare i figli illegittimi del futuro marito. Guglielmo scrisse al figlio maggiore: «Lei è condannata, povera cara innocente giovane creatura, ad essere mia moglie».
Adelaide e Guglielmo si sposarono in un doppio matrimonio l'11 luglio 1818, a Kew Palace, nel Surrey: l'altro era quello del fratello di Guglielmo, il principe Edoardo, con la principessa Vittoria di Sassonia-Coburgo-Saalfeld.
Adelaide e Guglielmo ebbero due figlie, entrambe morte in tenera età. Adelaide non riuscì quindi a dare un erede a Guglielmo; ci riuscì invece la cognata Vittoria di Sassonia-Coburgo-Saalfeld, che diede alla luce la futura regina Vittoria del Regno Unito.

### Regina Consorte (1830-1837)
Al momento del loro matrimonio Guglielmo non era il presunto erede al trono, ma lo divenne quando suo fratello Federico, duca di York, morì senza figli nel 1827. Considerata la piccola probabilità dei suoi fratelli maggiori ad avere degli eredi, la relativa giovinezza di Guglielmo e la sua buona salute, fu a lungo considerato estremamente probabile che sarebbe diventato re a tempo debito. 

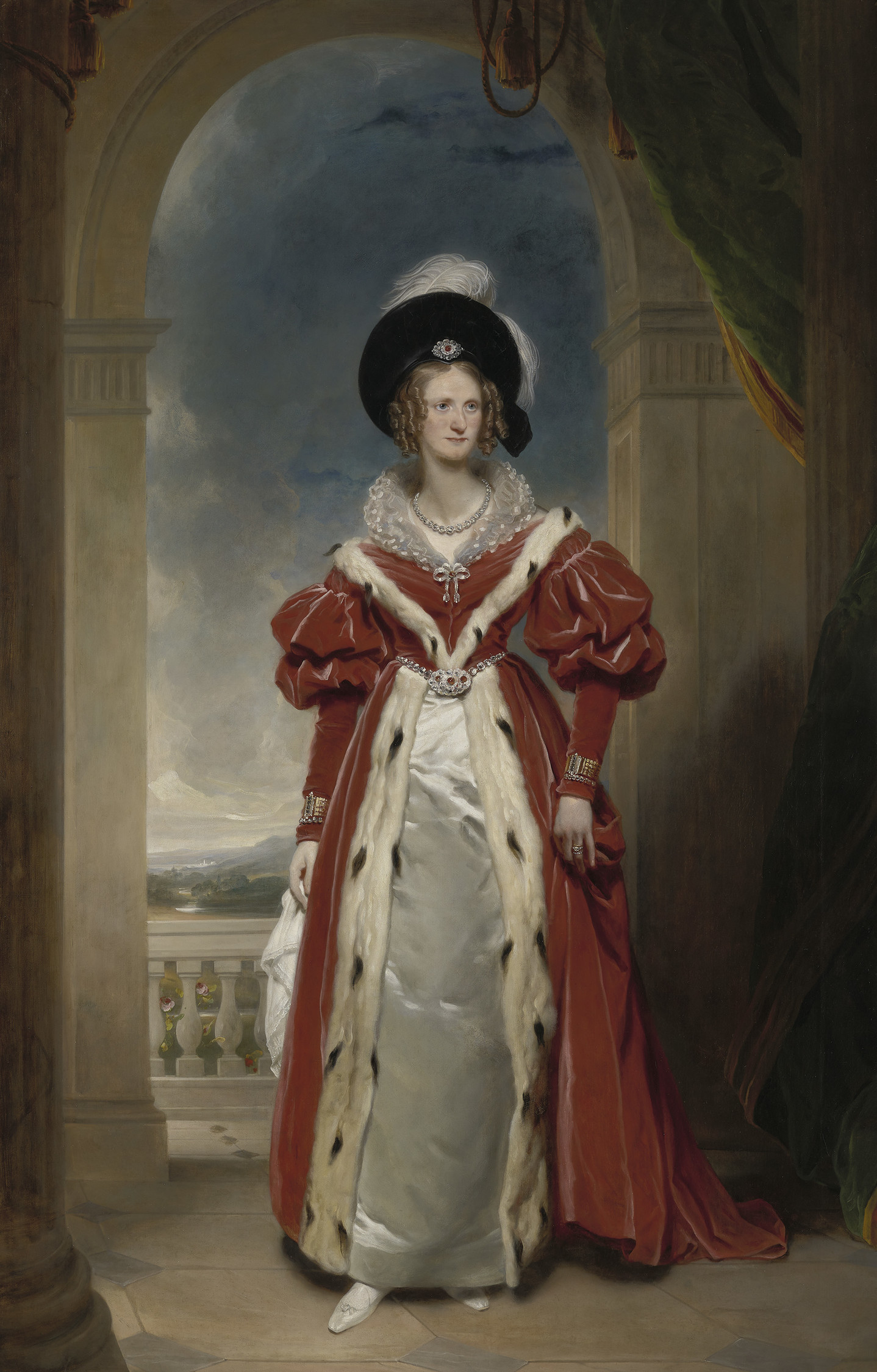
La regina Adelaide ritratta nel 1837 da Sir Martin Archer Shee.

Nel 1830, alla morte del fratello maggiore, Giorgio IV, Guglielmo salì al trono. Uno dei primi atti del nuovo sovrano fu quello di conferire l'incarico di Ranger di Bushy Park (per 33 anni detenuto da lui stesso) ad Adelaide. Guglielmo e Adelaide vennero incoronati l'8 settembre 1831 nell'Abbazia di Westminster. Adelaide era profondamente religiosa e prese molto seriamente la cerimonia, mentre Guglielmo la disprezzò, ritenendosi un personaggio in un'opera comica.
Adelaide era molto amata dal popolo britannico per la sua pietà, modestia e carità. Gran parte delle sue rendite annuali furono date in beneficenza. Trattava la giovane principessa Vittoria di Kent (presunta erede di Guglielmo) con gentilezza, nonostante la sua incapacità a generare un erede suo, e l'aperta ostilità tra Guglielmo e la madre di Vittoria, la Duchessa di Kent.
Adelaide tentò, forse invano, di influenzare politicamente il re. Non parlò mai di politica in pubblico; tuttavia appoggiava con forza il partito Tory. Non è chiara quanto grande fu la sua influenza su Guglielmo durante il passaggio del Reform Act 1832. La stampa, il popolo e i cortigiani sospettarono che ella agisse dietro le quinte contro la riforma, divenendo impopolare tra i riformatori.
Ci furono voci di una sua relazione con il Lord Ciambellano, il Tory Lord Howe, ma quasi tutti a corte sapevano che Adelaide era inflessibilmente pia e fedele al marito.
Nell'ottobre 1834 un grande incendio distrusse gran parte del Palazzo di Westminster. Adelaide lo considerò come un castigo divino per i capricci della riforma. Quando il governo whig Lord Melbourne venne respinto dal re, The Times accusò la regina di averlo influenzato, anche se ella fu completamente estranea alla scelta del re.

### Regina Vedova (1837-1849)
Adelaide si ammalò gravemente nel mese di aprile 1837, quando era al capezzale della sorella a Meiningen, ma si riprese. Nel giugno dello stesso anno divenne evidente che il re era malato. Adelaide rimase accanto al letto di morte di Guglielmo per più di dieci giorni.
Guglielmo IV morì di infarto nelle prime ore del mattino del 20 giugno 1837 al Castello di Windsor, dove fu sepolto. Adelaide fu la prima Regina Vedova in oltre un secolo (la moglie di Carlo II, Caterina di Braganza, morì nel 1705 e Maria Beatrice d'Este, moglie del deposto Giacomo II, morì nel 1718).
Dopo la morte del marito, la regina Adelaide si ritirò dalla Corte e prese residenza a Marlborough House, dove morì per cause naturali il 2 dicembre 1849.

## Titoli e trattamento
- 13 agosto 1792 - 11 luglio 1818: Sua Altezza Serenissima, la principessa Adelaide di Sassonia-Meiningen
- 11 luglio 1818 - 26 giugno 1830: Sua Altezza Reale, la Duchessa di Clarence e St. Andrews
- 26 giugno 1830 - 20 giugno 1837: Sua Maestà, la Regina
- 20 giugno 1837 - 2 dicembre 1849: Sua Maestà, la Regina Adelaide

## Luoghi dedicati a Adelaide
La capitale dello Stato australiano dell'Australia Meridionale è stata chiamata Adelaide in suo onore.

## Discendenza
Dal marito ebbe due figlie, oltre ad almeno tre gravidanze interrotte:
- Principessa Carlotta Augusta Luisa di Clarence (27 marzo 1819). Nata e morta ad Hannover, nacque prematura al settimo mese e visse appena le poche ore necessarie a battezzarla.
- Parto morto (5 settembre 1819). Avvenuto prematuramente a Dunkirk o Calais mentre la coppia rientrava in Inghilterra.
- Principessa Elisabetta Georgiana Adelaide di Clarence (10 dicembre 1820 – 4 marzo 1821). Nata e morta a St. James Palace. Inizialmente sembrava in salute, ma morì di "febbre alle visceri" prima di compiere tre mesi.
- Gemelli nati morti (8 aprile 1822). Si trattava di due maschi, nati morti a Bushy Park.
- Aborto spontaneo (1822). Avvenuto nei primi mesi, non è certo se si trattasse di una gravidanza o meno.

Negli anni seguenti, si vociferò spesso di una nuova gravidanza, tanto che, quando Vittoria, nipote di Guglielmo IV e prossima erede, venne proclamata regina alla morte del re, lo si fece con riserva nel caso Adelaide avesse partotito un erede postumo, ma in realtà la donna non riuscì più a concepire e anche Guglielmo aveva in realtà perso le speranze in proposito.

## Ascendenza
|                                           |                               |                                               | Genitori                                   |  |  | Nonni |  |  | Bisnonni                         |  |  | Trisnonni                             |  |
|                                           |                               |                                               |                                            |  |  |       |  |  | Bernardo I di Sassonia-Meiningen |  |  | Ernesto I di Sassonia-Gotha-Altenburg |  |
|                                           |                               |                                               |                                            |  |  |       |  |  | Bernardo I di Sassonia-Meiningen |  |  | Ernesto I di Sassonia-Gotha-Altenburg |  |
|                                           |                               | Elisabetta Sofia di Sassonia-Altenburg        |                                            |  |  |       |  |  | Bernardo I di Sassonia-Meiningen |  |  |                                       |  |
| Antonio Ulrico di Sassonia-Meiningen      |                               |                                               |                                            |  |  |       |  |  | Bernardo I di Sassonia-Meiningen |  |  |                                       |  |
|                                           |                               | Elisabetta Eleonora di Brunswick-Wolfenbüttel | Antonio Ulrico di Brunswick-Lüneburg       |  |  |       |  |  |                                  |  |  |                                       |  |
|                                           |                               | Elisabetta Eleonora di Brunswick-Wolfenbüttel | Antonio Ulrico di Brunswick-Lüneburg       |  |  |       |  |  |                                  |  |  |                                       |  |
|                                           |                               | Elisabetta Eleonora di Brunswick-Wolfenbüttel | Giuliana di Holstein-Norburg               |  |  |       |  |  |                                  |  |  |                                       |  |
| Giorgio I di Sassonia-Meiningen           |                               | Elisabetta Eleonora di Brunswick-Wolfenbüttel |                                            |  |  |       |  |  |                                  |  |  |                                       |  |
|                                           |                               | Carlo I d'Assia-Philippsthal                  | Filippo d'Assia-Philippsthal               |  |  |       |  |  |                                  |  |  |                                       |  |
|                                           |                               | Carlo I d'Assia-Philippsthal                  | Filippo d'Assia-Philippsthal               |  |  |       |  |  |                                  |  |  |                                       |  |
|                                           |                               | Carlo I d'Assia-Philippsthal                  | Caterina di Solms-Laubach                  |  |  |       |  |  |                                  |  |  |                                       |  |
| Carlotta Amalia d'Assia-Philippsthal      |                               | Carlo I d'Assia-Philippsthal                  |                                            |  |  |       |  |  |                                  |  |  |                                       |  |
|                                           |                               | Cristina di Sassonia-Eisenach                 | Giovanni Guglielmo di Sassonia-Eisenach    |  |  |       |  |  |                                  |  |  |                                       |  |
|                                           |                               | Cristina di Sassonia-Eisenach                 | Giovanni Guglielmo di Sassonia-Eisenach    |  |  |       |  |  |                                  |  |  |                                       |  |
|                                           |                               | Cristina di Sassonia-Eisenach                 | Cristina Giuliana di Baden-Durlach         |  |  |       |  |  |                                  |  |  |                                       |  |
| Adelaide di Sassonia-Meiningen            |                               | Cristina di Sassonia-Eisenach                 |                                            |  |  |       |  |  |                                  |  |  |                                       |  |
|                                           | Luigi di Hohenlohe-Langenburg | Alberto Volfango di Hohenlohe-Langenburg      |                                            |  |  |       |  |  |                                  |  |  |                                       |  |
|                                           | Luigi di Hohenlohe-Langenburg | Alberto Volfango di Hohenlohe-Langenburg      |                                            |  |  |       |  |  |                                  |  |  |                                       |  |
|                                           | Luigi di Hohenlohe-Langenburg | Sofia Amalia di Nassau-Saarbrücken            |                                            |  |  |       |  |  |                                  |  |  |                                       |  |
| Cristiano Alberto di Hohenlohe-Langenburg | Luigi di Hohenlohe-Langenburg |                                               |                                            |  |  |       |  |  |                                  |  |  |                                       |  |
|                                           |                               | Eleonora di Nassau-Saarbrücken                | Luigi Crato di Nassau-Saarbrücken          |  |  |       |  |  |                                  |  |  |                                       |  |
|                                           |                               | Eleonora di Nassau-Saarbrücken                | Luigi Crato di Nassau-Saarbrücken          |  |  |       |  |  |                                  |  |  |                                       |  |
|                                           |                               | Eleonora di Nassau-Saarbrücken                | Filippa Enrichetta di Hohenlohe-Langenburg |  |  |       |  |  |                                  |  |  |                                       |  |
| Luisa Eleonora di Hohenlohe-Langenburg    |                               | Eleonora di Nassau-Saarbrücken                |                                            |  |  |       |  |  |                                  |  |  |                                       |  |
|                                           |                               | Federico Carlo di Stolberg-Gedern             | Ludovico Cristiano di Stolberg             |  |  |       |  |  |                                  |  |  |                                       |  |
|                                           |                               | Federico Carlo di Stolberg-Gedern             | Ludovico Cristiano di Stolberg             |  |  |       |  |  |                                  |  |  |                                       |  |
|                                           |                               | Federico Carlo di Stolberg-Gedern             | Cristina di Meclemburgo-Güstrow            |  |  |       |  |  |                                  |  |  |                                       |  |
| Carolina di Stolberg-Gedern               |                               | Federico Carlo di Stolberg-Gedern             |                                            |  |  |       |  |  |                                  |  |  |                                       |  |
|                                           |                               | Luisa di Nassau-Saarbrücken                   | Luigi Crato di Nassau-Saarbrücken          |  |  |       |  |  |                                  |  |  |                                       |  |
|                                           |                               | Luisa di Nassau-Saarbrücken                   | Luigi Crato di Nassau-Saarbrücken          |  |  |       |  |  |                                  |  |  |                                       |  |
|                                           |                               | Luisa di Nassau-Saarbrücken                   | Filippa Enrichetta di Hohenlohe-Langenburg |  |  |       |  |  |                                  |  |  |                                       |  |
|                                           |                               | Luisa di Nassau-Saarbrücken                   |                                            |  |  |       |  |  |                                  |  |  |                                       |  |